# Alderico
Alderico  è un nome proprio di persona italiano maschile.

## Varianti
- Maschili: Alderigo[1][2], Alderigi[1][2], Aldrico, Olderigi[1], Olderigio[1]
- Femminili: Alderica[1][2], Alderice[1], Alderigia[2], Olderige[1]

### Varianti in altre lingue
- Catalano: Alderic[3]
- Germanico: Alderich[4], Aldrich[4], Aldric[4][5], Altarich[4], Altrich[4]
- Francese: Aldéric[5], Aldric[5]
- Spagnolo: Alderico[3]

## Origine e diffusione
Deriva dal nome germanico Aldric, di tradizione ostrogota; esso è composto da ald ("vecchio", e in senso lato "saggio", "esperto") e ric ("signore", "governatore", "potere"), con il possibile significato complessivo di "sovrano dotato di saggezza".
In Italia gode di scarsa diffusione, dovuta perlopiù al culto dei due santi così chiamati; è attestato nel Centro-Nord, particolarmente in Emilia-Romagna, e in Toscana per la forma Alderigo.

## Onomastico
L'onomastico si può festeggiare il 7 gennaio in ricordo di sant'Alderico, vescovo di Le Mans, oppure il 10 ottobre in memoria di un altro sant'Alderico, arcivescovo di Sens.

## Persone
- Alderico di Sens, vescovo franco

### Varianti
- Aldrighetto di Castelbarco, condottiero italiano
- Aldrich Ames, agente segreto statunitense
- Aldrighetto Campo, vescovo cattolico italiano
- Audric del Vilar, trovatore francese

## Il nome nelle arti
- Audric è un personaggio della serie animata Jayce il cavaliere dello spazio.